# Голошниця
Голошниця (рум. Holoșnița) — село в Молдові у Сороцькому районі. Розташоване не правому березі річки Дністер. Є центром комуни, до складу якої також входять села Курешниця та Христичь.